# Морина (Ђаковица)
Морина (алб. Morinë) је насељено место у општини Ђаковица, на Косову и Метохији. Према попису становништва из 2011. у насељу је живело 189 становника.

## Становништво
Према попису из 2011. године, Морина има следећи етнички састав становништва:
| Националност | 2011.        |
| Албанци      | 189 (100,0%) |
| Укупно       | 189          |

| Демографија | Демографија | Демографија |
| Година      | Становника  | Становника  |
| ----------- | ----------- | ----------- |
| 1948.       | 337         |             |
| 1953.       | 394         |             |
| 1961.       | 473         |             |
| 1971.       | 565         |             |
| 1981.       | 680         |             |
| 1991.       | 653         |             |
| 2011.       | 189         |             |